# Grantchester
Grantchester – wieś i civil parish w Anglii, w Cambridgeshire, w dystrykcie South Cambridgeshire. W 2011 civil parish liczyła 540 mieszkańców. Grantchester jest wspomniana w Domesday Book (1086) jako Granteseta.